# Discografia de Jess Glynne
A discografia da cantora e compositora inglesa Jess Glynne consiste em um álbum de estúdio e nove canções lançadas como singles (incluindo três como artista participante).
Em janeiro e em fevereiro de 2014, Glynne participou dos singles "Rather Be" e "My Love" da banda Clean Bandit e do disk jockey Route 94, respectivamente. Tendo ambas alcançado o número da UK Singles Chart, a artista lançou seu single de estreia "Right Here" em julho seguinte, que alcançou a sexta posição da tabela supracitada. Ainda em 2014 voltou a trabalhar com Clean Bandit, em "Real Love", que situou-se na segunda posição do Reino Unido. Em 2015, Glynne lançou três canções que atingiram o cume da UK Singles Chart, nomeadamente "Hold My Hand", "Don't Be So Hard on Yourself" e "Not Letting Go" do rapper Tinie Tempah. Esse desempenho fez de Glynne a artista britânica com mais números um no país, empatando com Cheryl Cole. O álbum de estreia da artista, I Cry When I Laugh, lançado em agosto de 2015, estreou no número um da UK Albums Chart e foi certificado como disco de platina triplo pela British Phonographic Industry.

## Discografia

### Álbuns
| Detalhes do álbum | Melhores posições atingidas | Melhores posições atingidas | Melhores posições atingidas | Melhores posições atingidas | Melhores posições atingidas | Melhores posições atingidas | Melhores posições atingidas | Melhores posições atingidas | Melhores posições atingidas | Melhores posições atingidas | Vendas        | Certificações                             |
| Detalhes do álbum | RU                          | ALE                         | AUS                         | AUT                         | EUA                         | IRL                         | ITA                         | NZL                         | PB                          | SUI                         | Vendas        | Certificações                             |
| --- | --------------------------- | --------------------------- | --------------------------- | --------------------------- | --------------------------- | --------------------------- | --------------------------- | --------------------------- | --------------------------- | --------------------------- | ------------- | ----------------------------------------- |
| I Cry When I Laugh - Lançamento: 21 de agosto de de 2015 - Gravadora: Atlantic Records - Formatos: CD, download digital | 1                           | 27                          | 7                           | 47                          | 25                          | 3                           | 10                          | 36                          | 6                           | 12                          | - : 1,200,000 | - RU: 4× Platina - CAN: Ouro - RIAA: Ouro |
| Always In Between - Lançamento: 12 de outubro de de 2018 - Gravadora: Atlantic Records - Formatos: CD, download digital | 1                           | 33                          | 18                          | 58                          | 109                         | 4                           | 31                          | 16                          | 40                          | 32                          | - : 350,000   | - RU: Platina                             |

### Singles
| 2014                                                                 | "Right Here"                    | 6  | 25 | 67 | —  | —  | 57 | —  | —  | —   | 23 | - BPI: Ouro                                                              | I Cry When I Laugh |
| 2014                                                                 | "Real Love" ( com Clean Bandit) | 2  | 2  | 13 | 22 | —  | 26 | 53 | 35 | —   | 37 | - BPI: Platina - BVMI: Ouro - ARIA: Platina - FIMI: Ouro                 | I Cry When I Laugh |
| 2015                                                                 | "Hold My Hand"                  | 1  | 19 | 16 | 27 | 86 | 8  | 13 | —  | 15  | 20 | - BPI: 2× Platina - ARIA: Platina - RIAA: Platina - FIMI: 2× Platina     | I Cry When I Laugh |
| 2015                                                                 | "Don't Be So Hard on Yourself"  | 1  | 48 | 12 | 65 | —  | 13 | 47 | —  | —   | —  | - BPI: Platina - ARIA: Platina - FIMI: Ouro - RMNZ: Ouro                 | I Cry When I Laugh |
| 2015                                                                 | "Take Me Home"                  | 6  | 66 | 98 | 66 | —  | 10 | 5  | —  | 100 | 52 | - BPI: Platina - FIMI: 3× Platina                                        | I Cry When I Laugh |
| 2016                                                                 | "Ain't Got Far to Go"           | 45 | —  | —  | —  | —  | —  | —  | —  | —   | —  | - BPI: Prata                                                             | I Cry When I Laugh |
| 2018                                                                 | "I'll Be There"                 | 1  | 92 | 23 | —  | —  | 8  | —  | 28 | —   | 66 | - BPI: Platina - ARIA: 2× Platina - RMNZ: Ouro - CRIA: Ouro - FIMI: Ouro | Always in Between  |
| 2018                                                                 | "All I Am"                      | 7  | —  | 92 | —  | —  | 10 | 78 | —  | 60  | —  | - BPI: Ouro - ARIA: Ouro - FIMI: Ouro                                    | Always in Between  |
| 2018                                                                 | "Thursday"                      | 3  | —  | —  | —  | —  | 9  | —  | —  | —   | —  | - BPI: Platina                                                           | Always in Between  |
| 2019                                                                 | "No One"                        | 88 | —  | —  | —  | —  | —  | —  | —  | —   | —  |                                                                          | Always in Between  |
| 2019                                                                 | "One Touch" (com Jax Jones)     | 19 | —  | —  | —  | —  | 28 | —  | —  | —   | 88 | - BPI: Prata                                                             | Always in Between  |
| "—" indica uma obra que não entrou na tabela musical correspondente. |                                 |    |    |    |    |    |    |    |    |     |    |                                                                          |                    |

### Como artista convidada
| 2014                                                                 | "Rather Be" (Clean Bandit com Jess Glynne)                                 | 1  | 1 | 2  | 10  | 2  | 1  | 2  | 2  | 1  | 2  | - BPI: 3× Platina - BVMI: 3× Ouro - ARIA: 3× Platina - RIAA: 2× Platina - FIMI: 4× Platina - RMNZ: Platina - IFPI SUI: Platina | New Eyes                 |
| 2014                                                                 | "My Love" (Route 94 com Jess Glynne)                                       | 1  | 6 | 18 | —   | 35 | 12 | —  | 38 | 9  | 21 | - BPI: Platina - BVMI: Ouro - ARIA: Platina                                                                                    | —                        |
| 2015                                                                 | "Not Letting Go" (Tinie Tempah com Jess Glynne)                            | 1  | — | 24 | —   | —  | 8  | 41 | 31 | 98 | —  | - BPI: Platina - ARIA: Platina - FIMI: Platina                                                                                 | Youth                    |
| 2016                                                                 | "Kill the Lights" (Alex Newell, DJ Cassidy e Jess Glynne ft. Nile Rodgers) | —  | — | —  | —   | —  | —  | —  | —  | —  | —  | | —                        |
| 2016                                                                 | "I Can Feel It" (DJ Serge Wood com Jess Glynne)                            | —  | — | —  | —   | —  | —  | —  | —  | —  | —  | | —                        |
| 2018                                                                 | "These Days" (Rudimental com Jess Glynne, Macklemore e Dan Caplen)         | 1  | 3 | 2  | 105 | 15 | 2  | 4  | 4  | 10 | 2  | - BPI: Platina - ARIA: 2× Platina - BVMI: Ouro - FIMI: Platina - IFPI AUT: Ouro - RMNZ: Platina                                | Toast to Our Differences |
| 2018                                                                 | "Mind on It" (Yungen com Jess Glynne)                                      | 47 | — | —  | —   | —  | —  | —  | —  | —  | —  | | TBA                      |
| "—" indica uma obra que não entrou na tabela musical correspondente. |                                                                            |    |   |    |     |    |    |    |    |    |    | |                          |

### Outras canções
| Ano  | Obra                | Melhores posições atingidas | Álbum              |
| Ano  | Obra                | RU                          | Álbum              |
| ---- | ------------------- | --------------------------- | ------------------ |
| 2015 | "Why Me"            | 68                          | I Cry When I Laugh |
| 2015 | "Gave Me Something" | 172                         | I Cry When I Laugh |

## Vídeos musicais
| Ano  | Título                                                | Diretor(es)                      |
| ---- | ----------------------------------------------------- | -------------------------------- |
| 2013 | "Rather Be" (Clean Bandit featuring Jess Glynne)      | Jack Patterson                   |
| 2014 | "My Love" (Route 94 featuring Jess Glynne)            | Ryan Staake                      |
| 2014 | "Home"                                                | Jo'lene Henry                    |
| 2014 | "Right Here"                                          | Ildikó Buckley and Jane Palmer   |
| 2014 | "Real Love" (with Clean Bandit)                       | Jack Patterson                   |
| 2015 | "Hold My Hand"                                        | Emil Nava                        |
| 2015 | "Not Letting Go" (Tinie Tempah featuring Jess Glynne) | Charlie Robins and Joe Alexander |
| 2015 | "Don't Be So Hard on Yourself"                        | Declan Whitebloom                |
| 2015 | "Why Me"                                              | Jo'lene Henry                    |
| 2015 | "Take Me Home"                                        | Declan Whitebloom                |